# AFC DWS in het seizoen 1968/69
Het seizoen 1968/1969 was het 15e jaar in het bestaan van de Amsterdamse betaaldvoetbalclub DWS. De club kwam uit in de Eredivisie en eindigde daarin op de negende plaats. Tevens deed de club mee aan het toernooi om de KNVB Beker, hierin werd in de halve finale verloren van Feijenoord (1–3).

## Wedstrijdstatistieken

### Eredivisie
|       | ADO   | Ajax  | AZ '67 | DOS   | Feijenoord | Fortuna SC | Go Ahead | GVAV  | Holland Sport | MVV   | NAC   | N.E.C. | PSV   | Sparta | Telstar | FC Twente '65 | Volendam |
| ----- | ----- | ----- | ------ | ----- | ---------- | ---------- | -------- | ----- | ------------- | ----- | ----- | ------ | ----- | ------ | ------- | ------------- | -------- |
| Thuis | 0 – 0 | 2 – 1 | 2 – 0  | 1 – 0 | 0 – 1      | 1 – 0      | 4 – 2    | 2 – 0 | 2 – 1         | 2 – 0 | 2 – 0 | 4 – 0  | 1 – 2 | 0 – 0  | 0 – 0   | 1 – 3         | 2 – 1    |
| Uit   | 2 – 0 | 3 – 2 | 0 – 0  | 3 – 2 | 3 – 0      | 0 – 0      | 2 – 1    | 2 – 2 | 2 – 1         | 1 – 1 | 1 – 1 | 2 – 1  | 2 – 1 | 3 – 0  | 0 – 2   | 4 – 1         | 0 – 1    |

### KNVB Beker
| 1e ronde                                             | HVC                                                         | 0 – 0 Na strafschoppen                | DWS                                        |
| 15 september 1968 Plaats: Amersfoort Birkhoven       |                                                             |                                       |                                            |
| 2e ronde                                             | DWS                                                         | 1 – 0 (1 – 0)                         | Go Ahead                                   |
| 10 november 1968 Plaats: Amsterdam Olympisch Stadion | Rob Rensenbrink 7'                                          |                                       |                                            |
| 3e ronde                                             | FC Twente                                                   | 1 – 1 (0 – 0, 1 – 1) Na strafschoppen | DWS                                        |
| 9 maart 1969 Plaats: Amsterdam Olympisch Stadion     | René Notten 91'                                             |                                       | 110' Kick van der Vall                     |
| Kwartfinale                                          | DWS                                                         | 4 – 3 (1 – 2)                         | Heracles                                   |
| 20 mei 1969 Plaats: Amsterdam Olympisch Stadion      | Frans Geurtsen 8' Rob Rensenbrink 52', 89' Finn Seemann 58' |                                       | 20', 67' André Hulshorst 34' Hans Roordink |
| Halve finale                                         | Feijenoord                                                  | 3 – 1 (2 – 0)                         | DWS                                        |
| 4 juni 1969 Plaats: Rotterdam Stadion Feijenoord     | Ruud Geels 4', 9' Henk Wery 49'                             |                                       | 69' Jos Dijkstra                           |

### Jaarbeursstedenbeker
| 1e ronde                                              | K. Beerschot VAC                      | 1 – 1 (1 – 0)    | DWS                                      |
| 11 september 1968 Plaats: Antwerpen Olympisch Stadion | Herman Houben 34'                     | Wedstrijdverslag | 56' Kick van der Vall                    |
| 1e ronde                                              | DWS                                   | 2 – 1 (1 – 1)    | K. Beerschot VAC                         |
| 25 september 1968 Plaats: Amsterdam Olympisch Stadion | André Pijlman 23' Rob Rensenbrink 80' | Wedstrijdverslag | 27' Herman Houben                        |
| 2e ronde                                              | Chelsea FC                            | 0 – 0            | DWS                                      |
| 23 oktober 1968 Plaats: Londen Stamford Bridge        |                                       | Wedstrijdverslag |                                          |
| 2e ronde                                              | DWS                                   | 0 – 0 Na loting  | Chelsea FC                               |
| 30 oktober 1968 Plaats: Amsterdam Olympisch Stadion   |                                       | Wedstrijdverslag |                                          |
| 3e ronde                                              | DWS                                   | 0 – 2 (0 – 1)    | Rangers FC                               |
| 15 januari 1969 Plaats: Amsterdam Olympisch Stadion   |                                       | Wedstrijdverslag | 38' Willie Johnston 58' Willie Henderson |
| 3e ronde                                              | Rangers FC                            | 2 – 1 (2 – 1)    | DWS                                      |
| 22 januari 1969 Plaats: Glasgow Ibrox Stadium         | Dave Smith 8' Colin Stein 21'         | Wedstrijdverslag | 12' Frans Geurtsen                       |

## Statistieken DWS 1968/1969

### Eindstand DWS in de Nederlandse Eredivisie 1968 / 1969
| Stand | Gespeeld | Gewonnen | Gelijk | Verloren | Punten | Doelpunten voor | Doelpunten tegen |
| ----- | -------- | -------- | ------ | -------- | ------ | --------------- | ---------------- |
| 9e    | 34       | 13       | 8      | 13       | 34     | 42              | 41               |

### Topscorers
| #                 | Naam                | Goal |
| ----------------- | ------------------- | ---- |
| 1.                | Rob Rensenbrink     | 15   |
| 2.                | Frans Geurtsen      | 7    |
| 3.                | Finn Seemann        | 5    |
| 3.                | Kick van der Vall   | 5    |
| 5.                | André Pijlman       | 3    |
| 6.                | Piet van den Berg   | 2    |
| 6.                | Frits Flinkevleugel | 2    |
| 8.                | Jos Dijkstra        | 1    |
| 8.                | Niels Overweg       | 1    |
| Onbekend doelpunt |                     |      |
| –                 | Onbekend            | 1    |
| Totaal            | Totaal              | 42   |

| #      | Naam              | Goal |
| ------ | ----------------- | ---- |
| 1.     | Rob Rensenbrink   | 3    |
| 2.     | Jos Dijkstra      | 1    |
| 2.     | Frans Geurtsen    | 1    |
| 2.     | Finn Seemann      | 1    |
| 2.     | Kick van der Vall | 1    |
| Totaal | Totaal            | 7    |

| #      | Naam              | Goal |
| ------ | ----------------- | ---- |
| 1.     | Frans Geurtsen    | 1    |
| 1.     | André Pijlman     | 1    |
| 1.     | Rob Rensenbrink   | 1    |
| 1.     | Kick van der Vall | 1    |
| Totaal | Totaal            | 4    |

## Voetnoten
ADO ·
Ajax ·
AZ '67 ·
DOS ·
DWS ·
Feijenoord ·
Fortuna SC ·
Go Ahead ·
Holland Sport ·
GVAV ·
MVV ·
NAC ·
N.E.C. ·
PSV ·
Sparta ·
Telstar ·
FC Twente '65 ·
Volendam